# Tadeusz Wieloch
Tadeusz Wojciech Wieloch (ur. 10 października 1950 w Lund) – szwedzki neurobiolog, przedsiębiorca.
Tadeusz Wieloch jest synem Antoniego Wielocha (1914-2000) i Krystyny z d. Bilska (1920–2006), polskich uchodźców z niemieckich obozów koncentracyjnych, którzy po II WŚ zostali w Szwecji. Doktoryzował się w 1981 r. z chemii medycznej na Uniwersytecie w Lund. Tytuł profesora neurobiologii otrzymał w 1993 r.. Od 1981 r. jego badania były ukierunkowane na badanie mózgu po zawale i zatrzymaniu serca w celu znalezienia nowych metod ochrony i naprawy mózgu po urazie. Badania są prowadzone w Wallenberg Neurocentrum przy Szpitalu Uniwersyteckim Skanii i Centrum Biomedycyny (BMC) w Lund.
W 2005 r. został wybrany na członka zagranicznego Polskiej Akademii Nauk (Wydział V Nauk Medycznych). Był przewodniczącym Rady Naukowej Fundacji  Hjärnfonden w latach 2008–2014. Jest właścicielem wielu patentów i założycielem trzech spółek, m.in. Sinntaxis AB.
Od 1969 r. śpiewa w Akademickim Chórze w Lund, którego był przewodniczącym w latach 1997–2004. Był też członkiem zespołu muzycznego Dubbelquartetten Frida w latach 1969–1977.
Służbę wojskową odbył w szkole tłumaczy armii szwedzkiej (TolkS) i został powołany jako tłumacz w akcji ściągania radzieckiej łodzi podwodnej U 137 z mielizny na terytorium szwedzkim 4–6 listopada 1981 r.